# Esteban Aparicio
Esteban Aparicio Álvarez (Madrid, 1826-Madrid, 1904) fue un pintor español.

## Biografía
Nació en Madrid en 1826, hijo del también pintor José Aparicio Inglada. Fue profesor de dibujo durante algunos años en el instituto de segunda enseñanza de Santander y corresponsal de la Real Academia de San Fernando en aquella ciudad. En la Exposición de Bellas Artes que se celebró en Santander en 1867, presentó Una Concepción al óleo de tamaño natural.
Se trasladó a Madrid en 1870, donde dio clases en el Real Conservatorio de Artes y fungió como secretario de la Escuela Especial de Pintura. En la Exposición Nacional de Bellas Artes celebrada en Madrid en 1876, presentó un retrato del rey Alfonso XII y otro de un particular. También salió de su mano la figura del Salvador existente en la iglesia de los Asilos del Pardo. Hizo también una incursión en la traducción, trayendo al español una obra de Julian Fau que tituló Anatomía de las formas exteriores del cuerpo humano, para uso de pintores y escultores.